# Cochranella albomaculata
Cochranella albomaculata és una espècie de granota que habita a Colòmbia, Costa Rica, Hondures i Panamà.